# Anne Möllinger
Anne Möllinger (Worms, 1985. szeptember 27. –) német atlétanő.
Hazája négyszer százas váltójával bronzérmet szerzett a 2009-es berlini világbajnokságon. A döntőben Marion Wagner, Cathleen Tschirch és Verena Sailer társaként futott.

## Egyéni legjobbjai
Szabadtér
- 100 méter síkfutás - 11,34

Fedett
- 60 méter síkfutás - 7,64
- 200 méter síkfutás – 23,51